# Claudio Descalzi

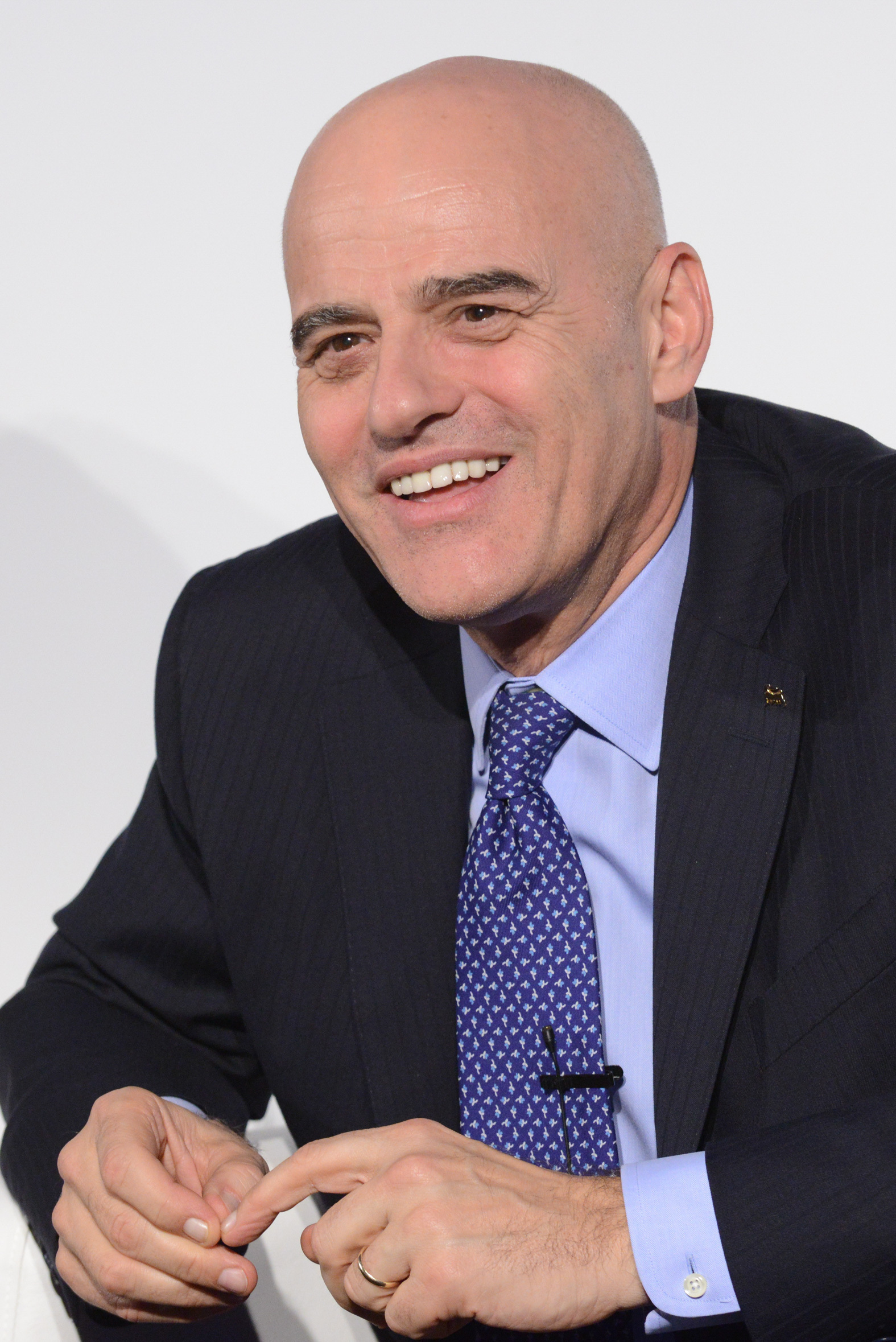
Claudio Descalzi, 2015

Claudio Descalzi (* 27. Februar 1955 in Mailand) ist ein italienischer Manager und seit Mai 2014 Chief Executive Officer (CEO) des italienischen Ölkonzerns Eni.

## Ausbildung
Descalzi schloss 1979 ein Studium der Physik an der Universität Mailand ab.

## Beruflicher Werdegang
Descalzi begann 1981 bei Eni zu arbeiten, wo er zunächst als Ingenieur für Ölreservoirs und dann als Projektmanager für Projekte in der Nordsee, Libyen, Nigeria und dem Kongo arbeitete.
1990 wurde Descalzi zum Leiter der Speicher- und Betriebsabläufe für Eni Italy befördert. In dieser Rolle entwickelte er ein neues Modell, das die Produktionssteigerung auf 250.000 Barrel pro Tag erhöhte. Zwischen 1994 und 1998 war er Managing Director des Eni-Tochterunternehmens in der Republik Kongo, wo er 1997 die Offshore-Förderung auf dem sogenannten Kitina Field begann. 1998 wurde er Vice President and Managing Director der NAOC, eines Joint Ventures für Geschäftsaktivitäten in Nigeria, mit dem er den Export von LNG der Nigeria LNG Limited (NLNG) und die Entwicklung weiterer Offshore-Projekte begann.
Descalzi wurde 2000 stellvertretender Executive President von Eni für Afrika, den Nahen Osten und China, konzipierte und startete die Geschäftsaktivitäten von Eni Western Libyan, womit die dortige Ölproduktion von 85.000 auf 280.000 Barrel pro Tag erhöht werden sollte. Von 2002 bis 2005 beaufsichtigte er die Geschäftsaktivitäten in Italien, Afrika und dem Nahen Osten, während er als Vorstandsmitglied diverse weitere Niederlassungen von Eni beaufsichtigte. 2005 wurde er stellvertretender Chief Operating Officer der Erkundungs- und Förderabteilung von Eni und hielt diese Position bis 2008.
2008 wurde Descalzi zum Chef der Abteilung befördert und setzte als solcher diverse Beiträge zur strategischen Erhöhung der Förderleistung von Eni in Italien, Norwegen (Projekt Goliat, 2009), Angola (West Hub, 2011), sowie einer Exploration in Mosambik (2013) um. 2014 wurde er zum Chief Executive Officer von Eni ernannt.
Während seines ersten Mandats zwischen 2014 und 2017 belief sich der Reingewinn des Konzerns 2017 auf 3,37 Milliarden Euro. 2016 startete er die Kampagne Progetto Italia (Projekt Italien), das landesweit emissionsfreie Energie produzieren sollte. Das Unternehmen eröffnete unter seiner Führung zwei Photovoltaikanlagen in Assemini (August 2018) und Porto Torres (Februar 2020) (beide auf Sardinien).
Am 18. März 2017 wurde Descalzi zum zweiten Mal als Generaldirektor bestätigt. Im Mai des Jahres verkündete er, in den folgenden vier Jahren 21 Milliarden in Italien investieren zu wollen, um diverse Segmente des Unternehmens neu aufzubauen. Seit 2018 nimmt Eni an einem Forschungsprojekt von MIT und Commonwealth Fusion Systems (CFS) teil, das Fusion mittels magnetischen Einschlusses entwickeln soll. Im September 2018 weihte Descalzi die Gela-Bioraffinierie zur Produktion von Biokraftstoffen ein. Im November des Jahres eröffnete Eni die erste Photovoltaik-Freiflächenanlage in Pakistan.
Am 20. April 2020 wurde Descalzi zum dritten Mal in Folge im Amt bestätigt. Am 19. Februar verkündete er, bis 2050 die Dekarbonisierung aller Firmenprodukte und -prozesse erreichen zu wollen.
Im September 2022 traf sich Descalzi mit Chalid A. Al-Falih, dem Investitionsminister Saudi-Arabiens und schloss eine Übereinkunft für künftige Kooperationen zwischen Eni und Saudi-Arabien ab.
Am 12. April 2023 wurde Claudio Descalzi als erster Chef der Unternehmensgeschichte zum vierten Mal in Folge durch die Regierung Meloni im Amt bestätigt.

## Weitere Aktivitäten und Mitgliedschaften
- Präsident des italienischen Erdöl- und Bergbauverbands Assomineraria (2006–2014)
- Präsident von Eni UK (2010–2014)
- Council on Foreign Relations (CFR), Mitglied des Global Board of Advisors (seit 2015)
- Fondazione Teatro alla Scala, Vorstandsmitglied (seit 2015)
- Confindustria, Mitglied der Rechtsabteilung und des Aufsichtsrats (seit 2016)
- US National Petroleum Council, Mitglied (2016 und 2017)[25]
- University of Oxford, Visiting Fellow
- Atlantic Council, Mitglied des International Advisory Board

## Korruptionsanklagen
Descalzi und weitere Eni-Führungskräfte wurden wegen Korruptionsvorwürfen in Höhe von 1,1 Milliarden US-Dollar angeklagt, die Geschäftsaktivitäten in Nigeria und der Republik Kongo betrafen.
Im Dezember 2016 stellte die Mailänder Staatsanwaltschaft die Ermittlungen gegen Descalzi und zehn weitere Verdächtige ein. Am 17. März 2021 sprach ein Mailänder Gericht alle Angeklagten im Fall Eni/Nigeria frei. Die nigerianische Regierung äußerte sich „enttäuscht“ vom Gerichtsentscheid und kündigte an, die Verantwortlichen des sogenannten „OPL 245“-Betrugs weiterhin zur Rechenschaft ziehen zu wollen. Durch das Ausbleiben eines Einspruches des italienischen Generalstaatsanwalts wurden die Freisprüche zum 19. Juli 2022 bestätigt und rechtskräftig. Am 8. Oktober 2024 verurteilte das Gericht von Brescia die Staatsanwälte Fabio De Pasquale und Sergio Spadaro im Eni-Nigeria-Prozess zu 8 Monaten Haft, weil sie Beweise zugunsten der Angeklagten, darunter Claudio Descalzi, zurückgehalten hatten.
Am 8. Februar 2023 beantragte die Mailänder Staatsanwaltschaft die Einstellung im Verfahren Eni/Kongo.

## Auszeichnungen
- 2012 – Charles F. Rand Memorial Gold Medal der Society of Petroleum Engineers (SPE) und des American Institute of Mining Engineers (AIME) als erster Europäer[37]
- 2014 – Man of the Year des italienischen Branchenmagazins Staffetta quotidiana[38]
- 2015 – Corporate Social Responsibility Award des Istituto Affari Internazionali
- 2016 – Ehrendoktorwürde in Umwelt- und Landschaftsbau der Universität Tor Vergata[39]
- 2022 – Distinguished Business Leadership Award des Atlantic Council